# Premio Ignotus
Il Premio Ignotus è un premio letterario assegnato in Spagna dall'Asociación española de fantasía, ciencia ficción y terror a varie categorie di opere di fantascienza, fantasy, del terrore o appartenenti a filoni simili.

## Storia
Il premio è stato assegnato per la prima volta nel 1991 dalla Asociación española de fantasía, ciencia ficción y terror in occasione della convention spagnola di fantascienza, fantasy e orrore, chiamata HispaCon. Il nome del premio, "Ignotus", e un omaggio allo scrittore José de Elola y Gutiérrez, noto con lo pseudonimo di Coronel Ignotus, pioniere della fantascienza iberica. Il premio è stato assegnato tutti gli anni senza interruzione, a parte la sospensione del 1993, dovuta al cambiamento delle regole sull'anno di candidatura delle opere in funzione della loro pubblicazione. Le categorie di assegnazione del premio sono mutate nel corso degli anni, introducendo, accorpando e cancellando alcuni premi. Il trofeo assegnato è una scultura che ricorda il monolite nero del film 2001: Odissea nello spazio.

## Categorie
Le categorie di premi assegnati sono:
- Premio Ignotus a la mejor novela (premio per il miglior romanzo);
- Premio Ignotus a la mejor novela corta (premio per il miglior romanzo breve);
- Premio Ignotus al mejor cuento (premio per il migliore racconto);
- Premio Ignotus a la mejor antología (premio per la migliore antologia);
- Premio Ignotus al mejor libro de ensayo  (premio per il miglior libro di saggi);
- Premio Ignotus al mejor artículo (premio per il miglior articolo);
- Premio Ignotus a la mejor ilustración (premio per la migliore illustrazione);
- Premio Ignotus a la mejor producción audiovisual (premio per la migliore produzione audiovisiva);
- Premio Ignotus al mejor tebeo (premio per il miglior fumetto);
- Premio Ignotus a la mejor obra poética (premio per la migliore opera poetica);
- Premio Ignotus a la mejor revista (premio per la migliore rivista);
- Premio Ignotus a la mejor novela extranjera (premio per il miglior romanzo straniero);
- Premio Ignotus al mejor cuento extranjero (premio per il miglior racconto straniero);
- Premio Ignotus al mejor sitio web (premio per il miglior sito web);
- Premio Ignotus al mejor libro infantil-juvenil (premio per il miglior libro per l'infanzia/per ragazzi).

La commissione ha la facoltà di assegnare alcuni premi speciali: è questo il caso del "RetroIgnotus" assegnato solo in alcune edizioni o il "Premio Gabriel" concesso a personaggi o Enti rappresentativi.

## Miglior romanzo
Il Premio Ignotus per il miglior romanzo è stato assegnato a partire dalla prima edizione, nel 1991. I premi assegnati sono stati i seguenti:
- 1991 Hyperión (titolo originale: Hyperion) di Dan Simmons;[3]
- 1992 La fuerza de su mirada (titolo originale, The Stress of Her Regard) di Tim Powers;[4]
- 1993 premio non assegnato;[5]
- 1994 Salud mortal di Gabriel Bermúdez Castillo;[6]
- 1995 El refugio di Juan Miguel Aguilera e Javier Redal;[7]
- 1996 La sonrisa del gato di Rodolfo Martínez;[8]
- 1997 Tierra de nadie: Jormungand di Rodolfo Martínez;[9]
- 1998 La mirada de las furias di Javier Negrete;[10]
- 1999 La locura de Dios di Juan Miguel Aguilera;[11]
- 2000 El Abismo te devuelve la mirada di Rodolfo Martínez;[12]
- 2001 Nuxlum di José Antonio Suárez;[13]
- 2002 Demonios en el cielo di Gabriel Bermúdez Castillo;[14]
- 2003 Cinco días antes di Carlos F. Castrosín;[15]
- 2004  La espada de fuego di Javier Negrete;[16]
- 2005 El sueño del rey rojo di Rodolfo Martínez;[17]
- 2006 Danza de tinieblas di Eduardo Vaquerizo;[18]
- 2007 Juglar di Rafael Marín;[19]
- 2008 Alejandro Magno y las Águilas de Roma di Javier Negrete;[20]
- 2009 Día de Perros di David Jasso;[21]
- 2010 Victimas Inocentes di David Jasso;[22]
- 2011 Crónicas del Multiverso di Victor Conde;[23]
- 2012 Fieramente humano di Rodolfo Martínez;[24]
- 2013 El mapa del cielo di Félix J. Palma;[25]
- 2014 Memoria de tinieblas di Eduardo Vaquerizo;[26]
- 2015 El mapa del caos di Félix J. Palma;[27]
- 2016 Challenger di  Guillem López;[28]
- 2017 La polilla en la casa del humo di Guillem López;[29]
- 2018 Las tres muertes de Fermín Salvochea di Jesús Cañadas;[30]
- 2019 Bionautas di Cristina Jurado;[31]
- 2020 Voces en la ribera del mundo di Diana P. Morales;[32]
- 2021 Se vende alma (por no poder atender) di Sergio S. Morán;[33]
- 2022 Brujas de arena di Marina Tena Tena;[34]
- 2023 Proyecto Kétchup di Inés Galiano.[35]

## Miglior romanzo breve
Il Premio Ignotus per il miglior romanzo breve è stato assegnato a partire dall'edizione del 1995.

## Miglior racconto
Dal 1991 al 1993 è stato assegnato il Premio Ignotus al mejor relato (premio per la migliore storia). Dall'edizione del 1994 in poi il premio assegnato è stato "per il miglior racconto" (Premio Ignotus al mejor cuento).

## Migliore antologia
Il Premio Ignotus per la migliore antologia è stato assegnato a partire dall'edizione del 2001.

## Miglior libro di saggistica
Dal 1992 al 1993 è stato assegnato il Premio Ignotus a la mejor obra de no ficción (premio per la migliore opera non di finzione). Dall'edizione del 1994 in poi il premio assegnato è stato "per il miglior libro di saggistica".

## Miglior articolo
Il Premio Ignotus per il miglior articolo è stato assegnato a partire dall'edizione del 1994.

## Migliore illustrazione
Il Premio Ignotus per la migliore illustrazione è stato assegnato a partire dalla prima edizione, nel 1991.

## Migliore produzione audiovisiva
Il Premio Ignotus per la migliore produzione audiovisiva è stato assegnato a partire dall'edizione del 1994.

## Miglior fumetto
Il Premio Ignotus per la migliore fumetto è stato assegnato a partire dall'edizione del 2003.

## Migliore opera poetica
Il Premio Ignotus per la migliore opera poetica è stato assegnato a partire dall'edizione del 1994.

## Migliore rivista
Il Premio Ignotus per la migliore rivista è stato assegnato a partire dall'edizione del 1994.

## Miglior romanzo straniero
Il Premio Ignotus per il miglior romanzo straniero è stato assegnato a partire dall'edizione del 1994. I premi sono stati assegnati alle seguenti opere:
- 1994 Mission of Gravity (Misión de gravedad), di Hal Clement;
- 1995 Doomsday Book (El libro del día del Juicio Final), di Connie Willis;
- 1996 Moving Mars (Marte se mueve), di Greg Bear;
- 1997 Red Mars (Marte rojo), di Kim Stanley Robinson;
- 1998 Green Mars (Marte verde), di Kim Stanley Robinson;
- 1999 Forever Peace (Paz Interminable), di Joe Haldeman;
- 2000 To Say Nothing of the Dog (Por no mencionar al perro), di Connie Willis;
- 2001 Snow Crash, di Neal Stephenson;
- 2002 Perdido Street Station (La estación de la calle Perdido), di China Miéville;
- 2003 A Game of Thrones (Juego de tronos), di George R. R. Martin;
- 2004 A Clash of Kings (Choque de reyes), di George R. R. Martin;
- 2005 The Carpet Makers (Los tejedores de cabellos), di Andreas Eschbach;
- 2006 A Storm of Swords (Tormenta de Espadas), di George R. R. Martin;
- 2007 Market Forces (Leyes de Mercado), di Richard Morgan;
- 2008 The Road, di Cormac McCarthy;
- 2009 The Yiddish Policemen's Union (El sindicato de policía Yiddish), di Michael Chabon;
- 2010 Diaspora (Diáspora), di Greg Egan;
- 2011 Nation (Nación), di Terry Pratchett;
- 2012 The Windup Girl (La chica mecánica), di Paolo Bacigalupi;
- 2012 1Q84, di Haruki Murakami;
- 2013 The City & the City (La ciudad y la ciudad), di China Miéville;
- 2014 Embassytown, di China Miéville;
- 2015 The Martian (El marciano), di Andy Weir;
- 2016 The First Fifteen Lives of Harry August (Las primeras quince vidas de Harry August), di Claire North;
- 2017 Il problema dei tre corpi (El problema de los tres cuerpos), di Cixin Liu;
- 2018 The Stars are Legion (Las estrellas son legión), di Kameron Hurley;
- 2019 The Long Way to a Small, Angry Planet (El largo viaje a un pequeño planeta iracundo), di Becky Chambers;
- 2020 The Light Brigade (La brigada de luz), di Kameron Hurley;
- 2021 A Closed and Common Orbit (Una órbita cerrada y compartida), di Becky Chambers;
- 2022 Gideon the Ninth (Gideon la Novena), di Tamsyn Muir.

## Miglior racconto straniero
Il Premio Ignotus per il miglior racconto straniero è stato assegnato a partire dall'edizione del 1994. I premi sono stati assegnati alle seguenti opere:
- 1994 Ender's Game (El juego de Ender), di Orson Scott Card;
- 1995 Our Lady of the Machine (Nuestra Señora de la Máquina), di Alan Dean Foster;
- 1996 Seven Views of Olduvai Gorge (Siete vistas de la garganta Olduvai), di Mike Resnick;
- 1997 Even the Queen (Incluso la reina), di Connie Willis;
- 1998 Timbuctú, di Carlos Gardini;
- 1999 Why the World Didn't End Last Tuesday (Por qué el mundo no acabó el martes pasado), di Connie Willis;
- 2000 Chance (Azar) ex aequo con Nonstop to Portales (Directos a Portales), entrambi di Connie Willis;
- 2001 Enter a Soldier. Later: Enter Another (Entra un soldado, despus otro), di Robert Silverberg;
- 2002 The 43 Antarean Dynasties (Las 43 dinastías de Antares), di Mike Resnick;
- 2003 Los musicos, di Andrzej Sapkowski;
- 2004 The Ice Dragon (El dragón de hielo), di George R. R. Martin;
- 2005 Path of the Dragon (Camino de Dragón), di George R. R. Martin;
- 2006 Down Memory Lane (El sumidero de la memoria), di Mike Resnick;
- 2007 Learning to Be Me (Aprendiendo a ser yo), di Greg Egan;
- 2008 The Cookie Monster, di Vernor Vinge;
- 2009 The Index (El índice), di J. G. Ballard;
- 2010 The Invisible Empire (El imperio invisible), di John Kessel;
- 2011 Luminous (Luminoso), di Greg Egan;
- 2012 The State of the Art (Última Generación), di Iain M. Banks;
- 2013 The Paper Menagerie (El zoo de papel), di Ken Liu;
- 2014 The Man Who Ended History: A Documentary (El hombre que puso fin a la historia: documental), di Ken Liu;
- 2015 The Gambler (El jugador), di Paolo Bacigalupi;
- 2016 The Algorithms for Love (Algoritmos para el amor), di Ken Liu;
- 2017 The Bookmaking Habits of Select Species (Acerca de las costumbres de elaboración de libros en determinadas especies), di Ken Liu;
- 2018 Three Cups of Grief, by Starlight (Tres tazas de aflicción a la luz de las estrellas), di Aliette de Bodard;
- 2019 Binti, di Nnedi Okorafor;
- 2020 All Systems Red (Sistemas críticos), di Martha Wells;
- 2021 Exhalation (Exhalación), di Ted Chiang;
- 2022 Mr. Death (Señor Muerte), di Alix E. Harrow.

## Miglior sito web
Il Premio Ignotus per il miglior sito web è stato assegnato a partire dall'edizione del 2001.

## Premio per il miglior libro per l'infanzia/per ragazzi
Il Premio Ignotus per il miglior libro per l'infanzia/per ragazzi è stato assegnato a partire dall'edizione del 2020.

## Premio Gabriel
I premi speciali Gabriel sono stati assegnati, solo in alcune edizioni, come riconoscimento per l'operato di personalità o Enti rilevanti nel settore. I premi sono stati assegnati alle seguenti personalità:
1991Agustín Jaureguízar.
1992Gabriel Bermúdez Castillo.
1993Carlos Saiz Cidoncha.
1994Jesús Parera e Juan José Parera.
1996Miquel Barceló.
1997Luis Vigil e Juan José Aroz.
1999Francisco Porrúa.
2002Joan Perucho.
2003Pascual Enguídanos e Domingo Santos.
2004Ángel Torres Quesada.
2006Biblioteca de Dos Hermanas.
2007Elia Barceló.
2009José Luis González.
2013Juan Miguel Aguilera e Javier Redal.
2014Antoni Garcés.
2015Francisco Torres Oliver e Rafael Llopis.
2016Francisco Javier Arellano.
2018Pilar Pedraza.
2019Rafael Marín.
2020Lola Robles.
2021Teresa López Pellisa.
2022Cristina Fernández Cubas.